# Ance Féas
Ance-Féas (pronunțat [ɑ̃s feas]) este, începând cu 1 ianuarie 2017, o comună nouă franceză situată în departamentul Pyrénées-Atlantiques, în regiunea Nouvelle-Aquitaine. Situată în Béarn, această comună face parte din Valea Barétous.

## Geografie
Noua comună reunește comunele Ance și Féas, care devin comune delegate la 1 ianuarie 2017 . Reședința comunei este situată în Féas.

### Localizare
Comunele limitrofe ale noii comune Ance-Féas sunt Esquiule, Oloron-Sainte-Marie, Agnos, Asasp-Arros și Aramits.

### Comune limitrofe
| Esquiule |  | Oloron-Sainte-Marie |
|          |  | Agnos               |
| Aramits  |  | Asasp-Arros         |

### Clima
Din punct de vedere istoric, comuna este expusă unui climat montan. În 2020, Météo-France a publicat o tipologie a climei din Franța metropolitană, conform căreia comuna este expusă unui climat montan și se află în regiunea climatică Pyrénées-Atlantiques, caracterizată prin precipitații abundente (>1.200 mm/an) în toate anotimpurile, ierni foarte blânde (7,5 °C în zonele de câmpie) și vânturi slabe.
Pentru perioada 1971-2000, temperatura medie anuală este de 12,8 °C, cu o amplitudine termică anuală de 13,6 °C. Cantitatea medie anuală de precipitații este de 1.391 mm, cu 11,2 zile de precipitații în ianuarie și 9,2 zile în iulie. Pentru perioada 1991-2020, temperatura medie anuală observată la stația meteorologică cea mai apropiată, situată în comuna Oloron-Sainte-Marie, la 8 km în linie dreaptă, este de 13,1 °C, iar cantitatea medie anuală de precipitații este de 1.491,4 mm. În ceea ce privește viitorul, parametrii climatici estimați pentru anul 2050, conform diferitelor scenarii de emisii de gaze cu efect de seră, pot fi consultați pe un site dedicat publicat de Météo-France în noiembrie 2022.

## Urbanism

### Tipologie
La 1 ianuarie 2024, Ance Féas este clasificată drept comună rurală cu habitat dispersat, conform noii grile comunale de densitate cu șapte niveluri, definită de INSEE (Institutul Național de Statistică și Studii Economice) în 2022. Ea se află în afara unității urbane. În plus, comuna face parte din zona metropolitană a orașului Oloron-Sainte-Marie, fiind una dintre comunele de periferie. Această zonă, care reunește 44 de comune, este clasificată în categoriile de zone cu mai puțin de 50.000 de locuitori.

### Riscuri majore
Teritoriul comunei Ance Féas este vulnerabil la diferite riscuri naturale: meteorologice (furtună, furtună cu descărcări electrice, ninsoare, frig extrem, caniculă sau secetă), inundații, incendii de pădure și cutremure (seismicitate medie). Un site publicat de BRGM (Biroul de Cercetări Geologice și Miniere) permite evaluarea rapidă și simplă a riscurilor pentru o proprietate, fie pe baza adresei sale, fie prin numărul parcelei.
Anumite părți ale teritoriului comunal sunt susceptibile de a fi afectate de riscul de inundații cauzate de viituri torențiale sau de creșteri rapide ale nivelului râurilor, în special Mielle, Vert și Littos. Comuna a fost recunoscută în stare de dezastru natural pentru daunele provocate de inundații și alunecări de teren survenite în 1982, 1988, 1992, 2008 și 2009.
Ance Féas este expusă riscului de incendii de pădure. În 2020, a fost adoptat primul plan de protecție a pădurilor împotriva incendiilor (PDPFCI) pentru perioada 2020-2030. Regulamentul privind utilizarea focului în aer liber și obligațiile legale de curățare a vegetației din departamentul Pyrénées-Atlantiques au fost supuse unei consultări publice desfășurate între 16 septembrie și 7 octombrie 2022.

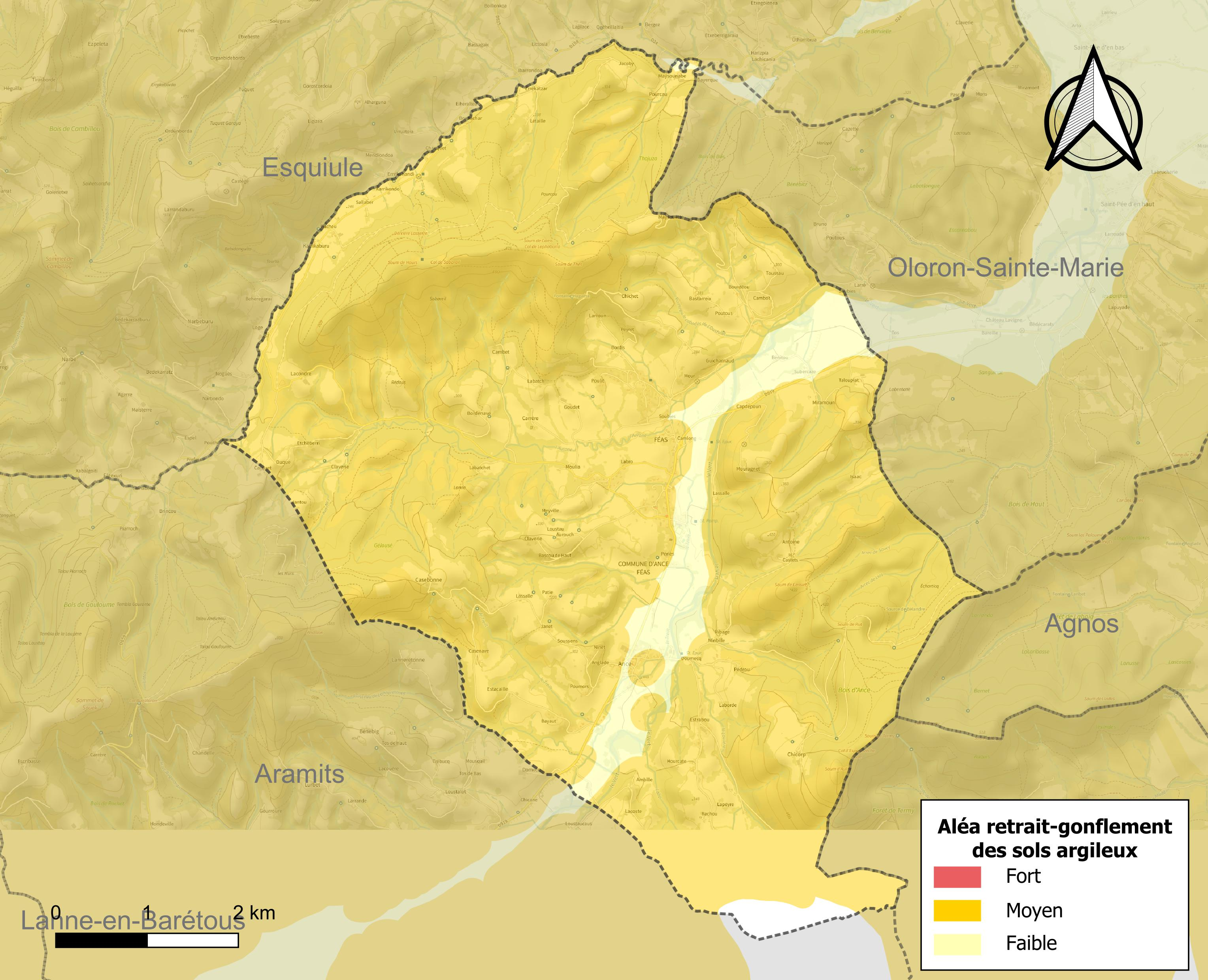
Harta zonelor de risc de contracție-umflare ale solurilor argiloase Ance Féas.

Retragerea și umflarea solurilor argiloase pot provoca daune semnificative clădirilor în cazul alternării între perioade de secetă și ploi. 93,2% din suprafața comunei este expusă unui risc mediu sau ridicat (comparativ cu 59% la nivel departamental și 48,5% la nivel național). Începând cu 1 octombrie 2020, în conformitate cu legea ELAN, diverse constrângeri se aplică vânzătorilor, dezvoltatorilor sau constructorilor de bunuri situate într-o zonă clasificată cu risc mediu sau ridicat.

## Toponimie
Numele său în limba locală este Ansa Hiars sau Ànsẹ Hias.

## Cultura și patrimoniul local

### Locuri si monumente

#### Ance
Biserica parohială Saint-Étienne datează din secolele XVIII și XIX. Ea este înscrisă în Inventarul general al patrimoniului cultural din 6 februarie 2003. Biserica este dedicată sfântului Ștefan.

#### Féas
Biserica Saint-Barthélemy datează din secolul XVII. Ea este dedicată sfântului apostol Bartolomeu.

#### Patrimoniul natural
Soum de Cassiet se ridică la 421 metri, Soum d'Aulis la 577 metri, și Soum d'Ombret la 562 metri. Mer de Her se află la sud de comună la 548 metri.
Prapastia Listre este situata in sud-estul orasului.